# Constel·lació dels Llebrers
Els Llebrers (Canes Venatici) és una constel·lació de l'hemisferi nord, situada entre les de l'Óssa Major, el Bover i la Cabellera de Berenice. L'astre principal d'aquesta constel·lació és l'estel doble Cor Caroli (α Canum Venaticorum), situat a uns 130 anys llum de la Terra, s'hi poden observar 59 estels a ull nu. Conté un gran nombre d'objectes de l'espai profund, principalment galàxies, però també un cúmul globular molt important, el cúmul Messier 3.

## Història i mitologia
Aquesta constel·lació va ser creada per l'astrònom polonès Johannes Hevelius (1611 – 1687), en separar-la de l'Óssa Major, a la seva obra Prodromus Astronomiae datada el 1687 i publicada pòstumament per la seva esposa l'any 1690. Se suposa que representen els gossos de caça Chara i Asterion, agafats amb una corda pel Bover, fill de Zeus, perseguint la nimfa Cal·listo convertida en óssa (l'Óssa Major).

## Característiques destacables

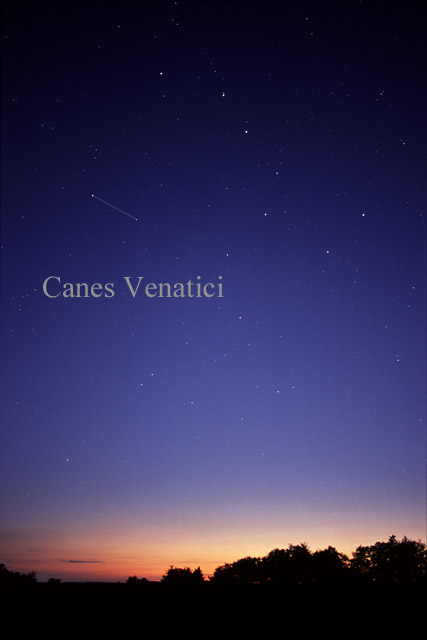
Constel·lació de Canes Venatici.

L'astre més brillant de la constel·lació, α Canum Venaticorum, és una estrella binària la component principal de la qual és una estrella químicament peculiar de tipus espectral A0VpSiEu —mostra una abundància anòmala de certs metalls— prototip d'un grup de variables que porta el seu nom.
Les seves línies espectrals de ferro, crom, titani i elements de terres rares mostren variacions d'intensitat i velocitat radial al llarg del seu període d'oscil·lació, de 5,5 dies.
A més, posseeix un dels camps magnètics més intensos en una estrella, 2.000 vegades més gran que el de la Terra. La componente secundaria del sistema es de tipo F2V i, visualment, es localitza a 19,6 segons d'arc de la seva companya.
La següent estrella més brillant és β Canum Venaticorum, oficialment anomenada Chara i coneguda també com Asterion. És una estrella molt semblant al nostre Sol i pot ser considerada un bessó solar: de tipus espectral G0V, la seva massa és un 2% menor que la del Sol, mentre que el seu diàmetre és tot just un 2,5 % més gran. Té una metal·licitat inferior a la solar ([Fe/H) = -0,18).
La tercera estrella quant a brillantor és 24 Canum Venaticorum, estrella de tipus A4V amb un excés d'emissió infraroja que indica l'existència d'un disc circumestelar de pols i gas.
El segueix en brillant 20 Canum Venaticorum, variable Delta Scuti de tipus espectral A9IImF2 que rep el nom —quant a variable— d'AO Canum Venaticorum.
10 Canum Venaticorum és una nana groga de tipus F9V de la mateixa mida que el Sol i que brilla amb una lluminositat un 15 % més gran que la lluminositat solar.
No obstant això té una metal·licitat molt baixa (la seva abundància relativa de ferro igual al 31 % de la solar) pel que es pensa que és una antiga estrella del disc gruixut.
Una altra estrella notable és Y Canum Venaticorum, coneguda com La Superba, una estrella de carboni d'un espectacular color vermell. Deu el seu nom a l'astrònom Angelo Secchi qui, impressionat per la seva bellesa, la va anomenar així («la supèrbia»). Considerant que es troba a una distància de 1.010 anys llum, la mesura del seu diàmetre angular —11,86 mas— permet estimar el seu radi a 1,84 ua.
La seva lluminositat bolomètrica, 6.200 vegades més gran que la del Sol, implica que és una estrella de la branca asimptòtica gegant (AGB).
Observacions realitzades pel satèl·lit IRAS a l'infraroig han donat a conèixer que La Superba està envoltada per una capa de pols de 0,9 parsecs de diàmetre.
En aquesta constel·lació es troba RS Canum Venaticorum, variable eruptiva arquetip d'una classe de binàries properes les components del qual mostren intensa activitat cromosfèrica. BH Canum Venaticorum és una altra variable d'aquesta classe; entre les estrelles que estan a menys de 50 parsecs de la Terra, és una de les més brillants a la regió de raigs X.
D'altra banda, les variables AM Canum Venaticorum consisteixen en un sistema binari en el qual una nana blanca acumula matèria pobra en hidrogen d'una estrella compacta. El període orbital d'aquests sistemes és extremadament curt; en el cas de AM Canum Venaticorum —prototip del grup—, el període és de poc més de 17 minuts.

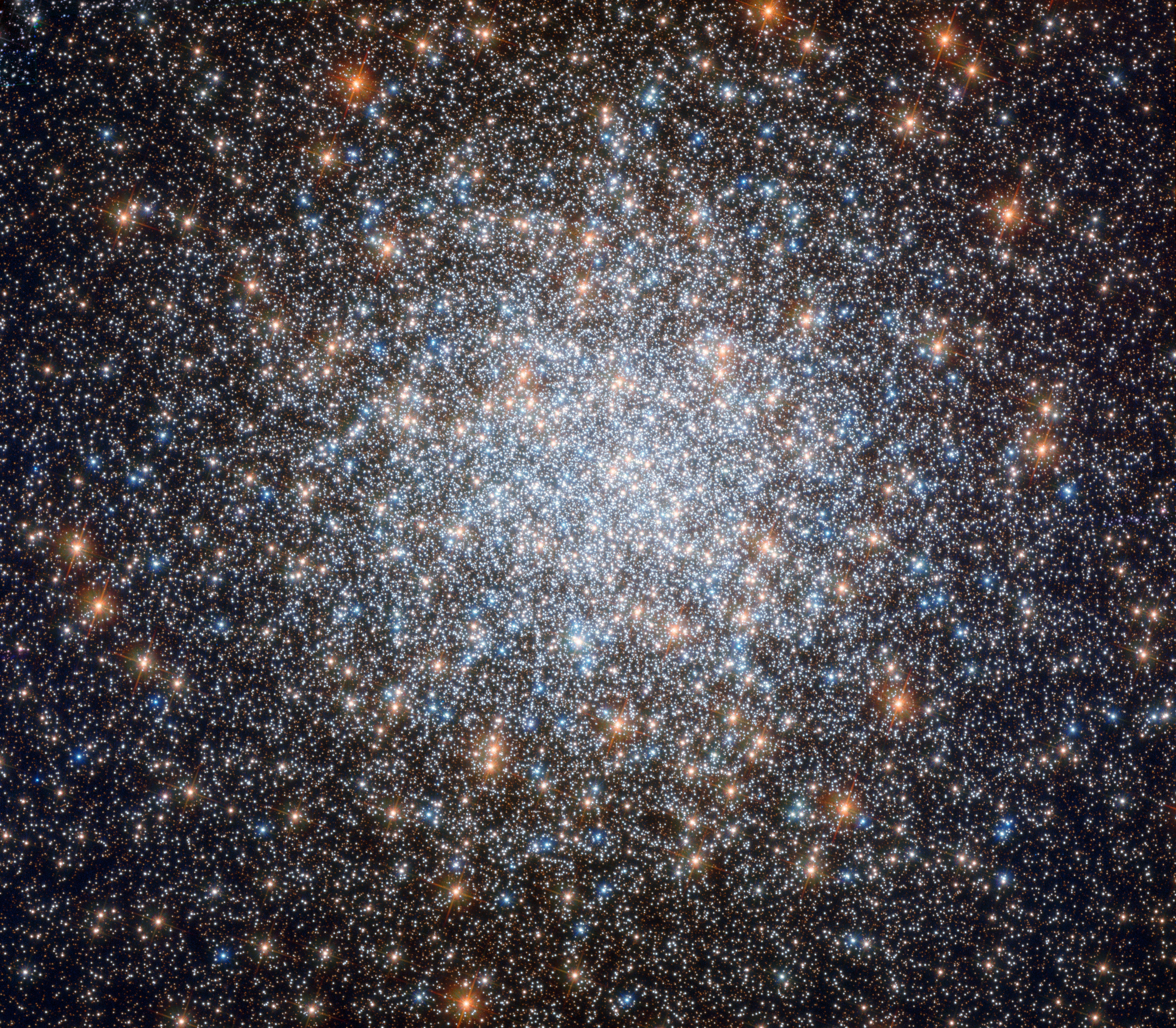
Imatge del cúmul globular M3 obtinguda amb el telescopi espacial Hubble.

WD 1401+457 és una nana blanca de tipus DC a Canes Venatici. Amb una temperatura efectiva de només 2.670 K i un temps estimat de refredament de gairebé 12.000 milions d'anys, és la nana blanca més antiga a les rodalies del sistema solar.
Entre els objectes Messier de Canes Venatici està M3, cúmul globular format per al voltant de 500.000 estels amb una edat estimada de 11.400 milions d'anys.
Conté 274 estrelles variables conegudes, incloent 133 variables RR Lyrae; és, de molt, el nombre més gran de variables en un cúmul globular.

La galàxia del Remolí i NGC 5195 a la seva dreta.

A més, diverses galàxies poden ser observades en aquesta constel·lació. M51, anomenada galàxia del Remolí, és una galàxia espiral que està interaccionant amb NGC 5195.
A la primera s'han observat tres supernoves: l'última, denominada SN 2011dh, es va detectar el 31 de maig de 2011 i va assolir magnitud 12,1.
Ambdues galàxies formen part del grup de galàxies M51 i es troben aproximadament a 23 milions d'anys llum de la Terra.
Un altre membre d'aquest grup és M63, coneguda ocasionalment com galàxia del Gira-sol; és una galàxia espiral situada a una distància de 29 milions d'anys llum aproximadament.
També en aquesta constel·lació es localitzen les galàxies M94 i M106. La primera és una galàxia espiral vista de front amb dos anells, un intern i un altre extern; a l'anell intern hi ha una intensa activitat de formació estelar.
Per la seva banda, M106 conté un nucli actiu i està classificada com galàxia Seyfert; és a 23,8 milions d'anys llum del sistema solar.
NGC 4631 és una galàxia espiral barrada que des del nostre punt de vista apareix gairebé de perfil; la seva forma de falca lleugerament distorsionada li dóna l'aparença d'una balena, per la qual cosa informalment és coneguda com a galàxia Ballena. És considerada una galàxia de brot estel·lar moderat.
Així mateix, NGC 4214 és una galàxia irregular una mica més gran i brillant que la Petit Núvol de Magallanes distant 9,6 milions d'anys llum. Té un nombre de cúmuls joves massius —la edat dels quals va de menys de 2 milions d'anys a 20 milions d'anys— dispersos al llarg de la seva barra, així com alguns cúmuls massius més antics.
En aquesta constel·lació també es localitza el denominat Buit Gegant, descobert el 1988, una vasta regió de l'espai amb una subdensitat de galàxies. Té un diàmetre estimat de 300 a 400 megaparsecs i el seu centre està aproximadament a 1,5 mil milions d'anys llum de distància (z = 0,116).

## Estels notables
Sistema binari Canum Venaticorum: format pels estels α¹ Canum Venaticorum (α¹CVn) i α² Canum Venaticorum (α²CVn), es troba a uns 110 anys llum. α¹ és un estel nan groc-blanc de tipus F0 d'una magnitud aparent de +5,49 mentre que α², molt més brillant, és un estel nan blanc de tipus A0 amb una magnitud aparent de +2,84. Aquest segon estel és conegut pel nom de Cor Caroli (cor de rei) en honor de Carles I d'Anglaterra i és variable, essent un dels prototips d'estels variables, conegut com a variables Alpha² Canum Venaticorum. Representa el gos Asterion.
β Canum Venaticorum (β CVn): és un estel nan groc de tipus G0 com el Sol, essent l'estel més proper de la constel·lació, es troba a 27 anys llum. Representa el gos Chara.
Y Canum Venaticorum (Y CVn): és un estel de carboni de tipus C7, que és variable semiregular i que normalment no es pot veure degut a la seva magnitud aparent inferior a +10, però cada 157 pot brillar amb una magnitud aparent d'entre +5,30 i +4,99. Es caracteritza per ser un dels estels més vermells del cel. També és el més gran de la constel·lació amb un diàmetre 277 D☉ (vegades el del Sol). L'astrònom italià Angelo Secchi (1818 – 1878) li va donar el nom de la Superba.

## Objectes de l'espai profund
- Messier 3: És un cúmul globular situat al sud de la constel·lació format per més de mig milió d'estels.[44] Conté més estels variables que cap altre dels cúmuls coneguts.[3] La seva magnitud aparent de +6 no permet ser observat a ull nu.[44] Va ser descobert el 1764 per l'astrònom francès Charles Messier (1730 - 1817), que el va considerar una nebulosa, el 1784 William Herschel (1738 - 1822) va poder establir que hi havia estels individuals.[3]
- M51 Galàxia del Remolí: És una galàxia espiral de magnitud aparent +8,4, acompanyada per la galàxia nana irregular NGC 5195. Va ser descoberta per Charles Messier l'any 1773, està situada a uns 31 milions d'anys llum de la Terra.[45]
- M63 Galàxia del Gira-sol: És una galàxia espiral de magnitud aparent +8[44] situada a uns 25 milions d'anys llum de la Terra i d'una mida similar a la nostra Via Làctia.[46]
- Messier 94: És una galàxia espiral situada a uns 16 milions d'anys llum de la Terra, va ser descoberta el 1781 per l'astrònom francès Pierre Méchain (1744 – 1804). La seva magnitud aparent de +9. És coneguda per presentar una notable manca de matèria fosca en comparació a les altres galàxies, no se'n coneixen les causes.[47]
- Messier 106: És una galàxia espiral situada a uns 24 milions d'anys llum de la Terra, de magnitud aparent +9,1 que va se descoberta per Pierre Méchain l'any 1781. Presenta la particularitat de tenir dos braços addicionals, però de gas, es pensa que són deguts a la presència d'un forat negre supermassiu al seu centre.[48]

## Esclat de raigs gamma
El 29 d'abril de 2009, l'observatori espacial Swift, dedicat a la detecció d'esclats de raigs gamma, va detectar a la constel·lació dels Llebrers l'esclat més distant mai detectat, va rebre el nom de GRB 090429B. Es troba tan allunyat que la radiació que rebem va se emesa quan l'univers era molt jove, s'ha calculat que va ser generada quan l'univers tenia 520 milions d'anys, a una distància de 13,14 bilions d'anys llum.

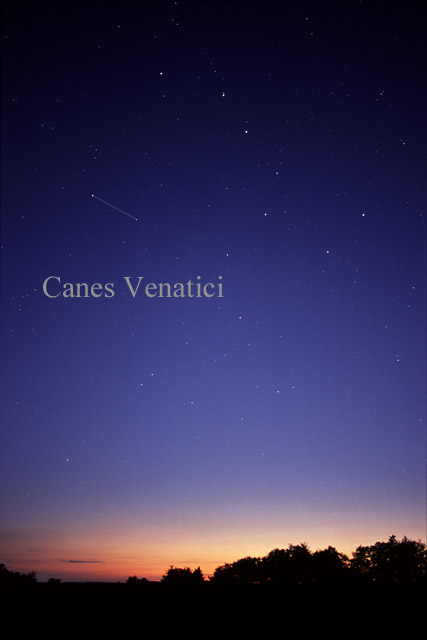
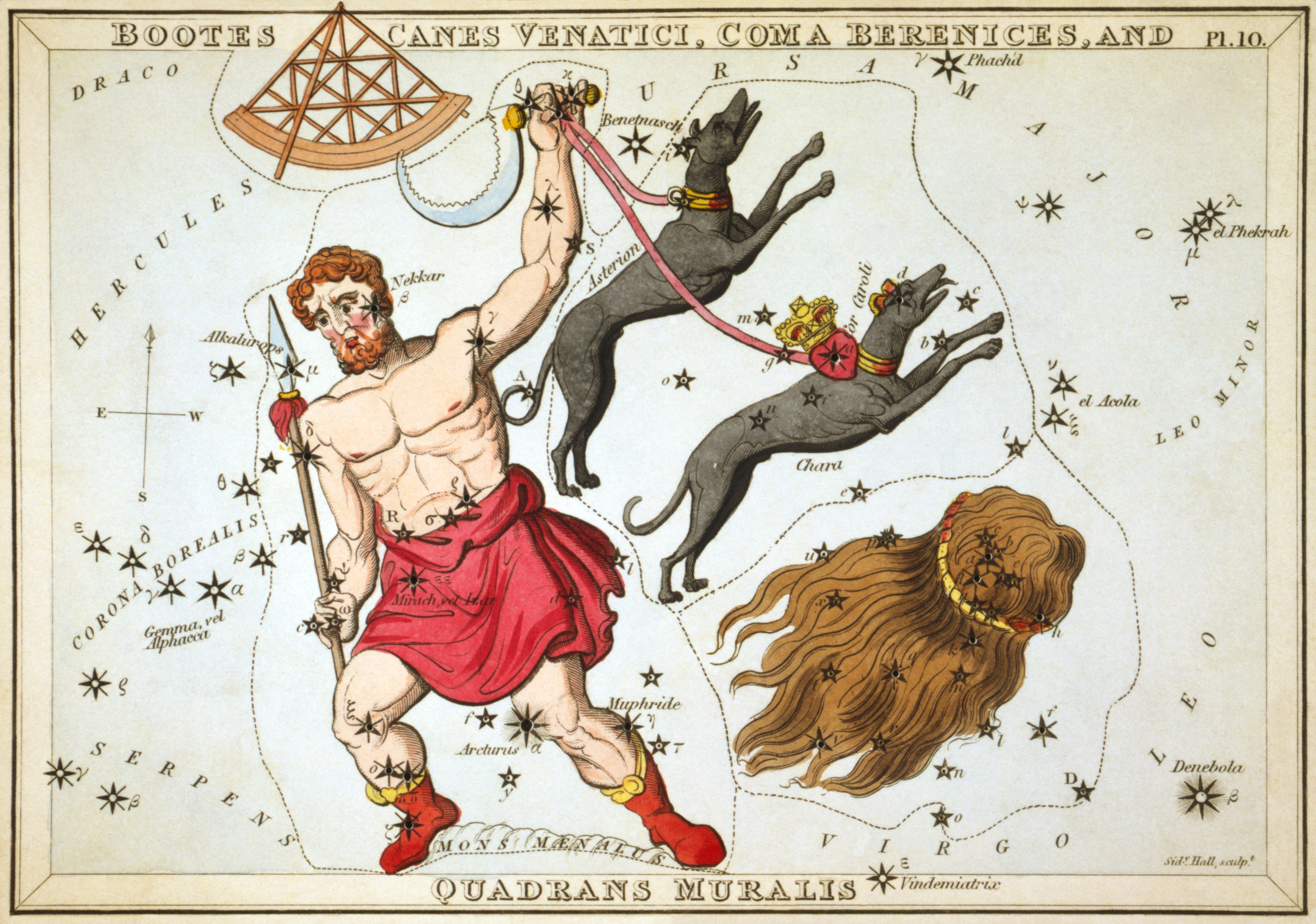

## Mitologia

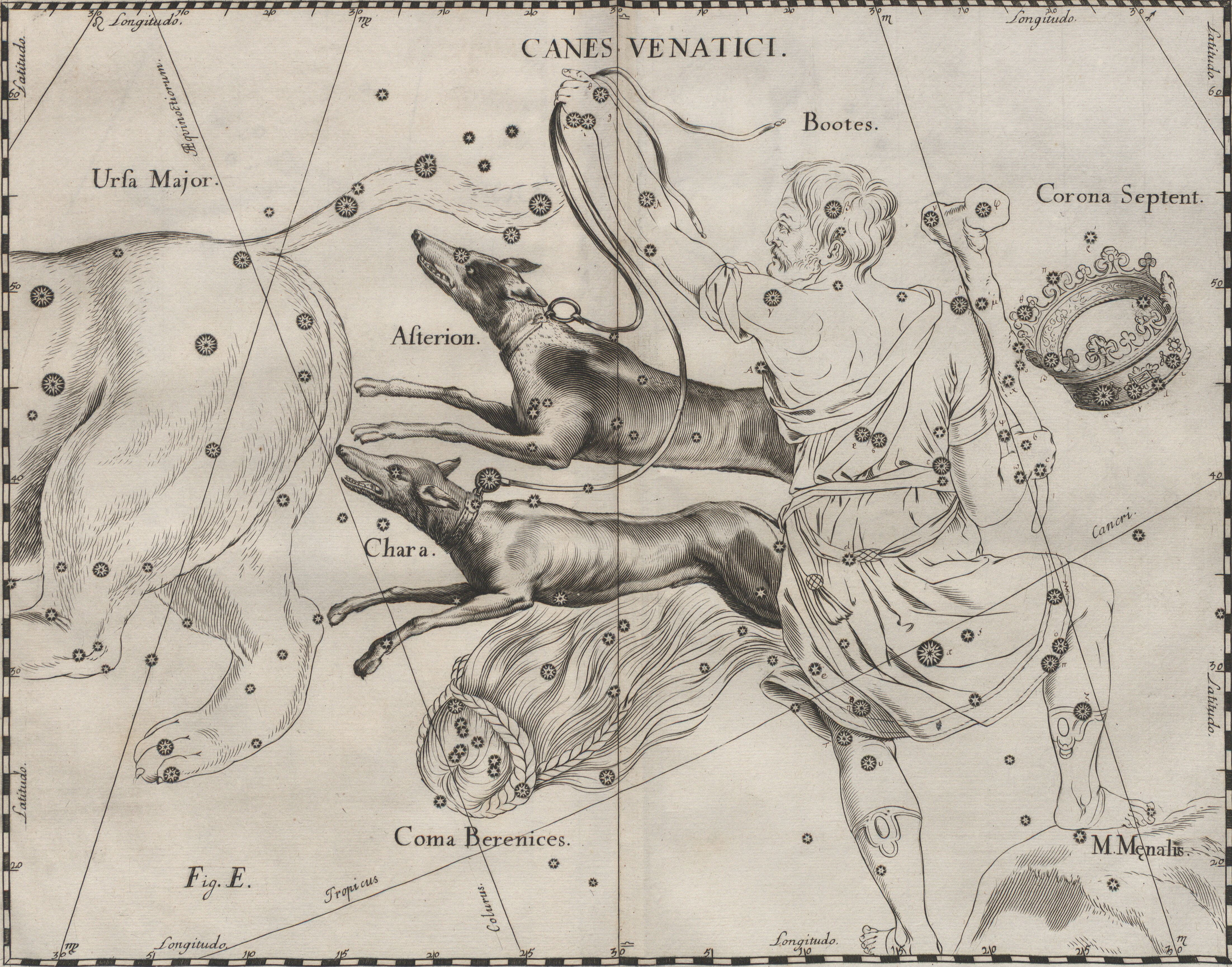
Imatge dels Gossos de Caça.

Representen Asterion i Chara, els dos gossos sostinguts pel Bover mantenint el camí de les oses al voltant del pol nord.